# Нижний Пальник
Нижний Пальник — село в Пермском районе Пермского края. Административный центр Пальниковского сельского поселения.

## География
Село расположено на правом берегу реки Бабка (приток Сылвы). Через южную окраину села проходит автомобильная дорога Кукуштан — Оса.

## История
Населённый пункт основан в 1820 году кунгурскими экономическими (бывшими монастырскими) крестьянами. Первоначально известен как деревня Пальник (в пермских говорах пальник — выгоревшее или выжженное место под пашню в лесу; определение «Нижний» объясняется тем, что раньше рядом находилась деревня Верхний Пальник). Селом стал в 1912 году, когда имевшаяся здесь деревянная часовня была перестроена в Михаило-Архангельскую церковь. В августе 1921 года образована сапожная трудовая артель. 1 декабря 1929 года возник колхоз «Активист», просуществовавший до 1950-х годов. 20 марта 1969 года на базе отделения совхоза «Платошинский» организован совхоз «Пальниковский».

## Население
| 2008 | 2010 |
| ---- | ---- |
| 777  | ↗787 |

## Топографические карты
- Лист карты O-40-89 Кукуштан. Масштаб: 1 : 100 000. Состояние местности на 1988 год. Издание 1990 г.